# Golofa argentinus
Golofa argentinus är en skalbaggsart som beskrevs av Gilbert John Arrow 1911. Golofa argentinus ingår i släktet Golofa och familjen Dynastidae. Inga underarter finns listade i Catalogue of Life.